# Ficus dendrocida
Ficus dendrocida är en mullbärsväxtart som beskrevs av Carl Sigismund Kunth. Ficus dendrocida ingår i släktet fikonsläktet, och familjen mullbärsväxter. Inga underarter finns listade i Catalogue of Life.